# Zagnańsk (gmina)

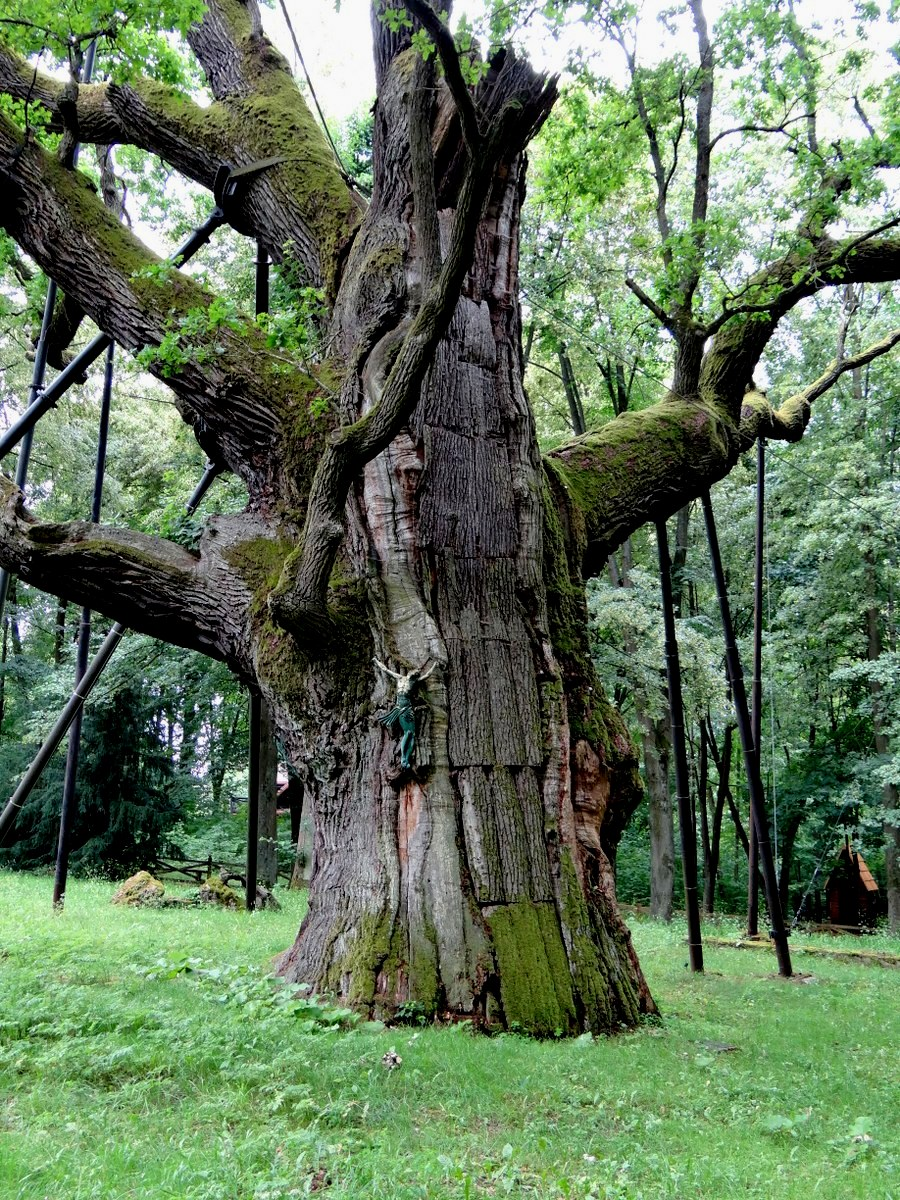
Dąb Bartek

Zagnańsk (do 1976 gmina Samsonów) – gmina wiejska w Polsce położona w województwie świętokrzyskim, w powiecie kieleckim, w otulinie Suchedniowsko-Oblęgorskiego Parku Krajobrazowego (Góry Świętokrzyskie). W latach 1975–1998 gmina administracyjnie należała do  województwa kieleckiego.
Siedziba gminy to Zagnańsk. Niektóre instytucje, takie jak Gminna Biblioteka Publiczna, czy główny oddział Banku Spółdzielczego mieszczą się w pobliskim Samsonowie. Jedną z głównych atrakcji tej miejscowości jest pomnik przyrody – potężny dąb szypułkowy liczący sobie około 650 lat, zwany Bartkiem. Oprócz tego w Zagnańsku warto zobaczyć kościół św. Rozalii i Marcina z XVII w. (rozbudowany XIX w. i XX w.) oraz drewniane wille z okresu II Rzeczypospolitej, kiedy to Zagnańsk był znaną miejscowością letniskową. Wydawany jest także bezpłatny biuletyn "Gazeta Zagnańska".
Według danych z 30 czerwca 2004 gminę zamieszkiwały 12 724 osoby. Natomiast według danych z 31 grudnia 2019 roku gminę zamieszkiwały 12 982 osoby.

## Struktura powierzchni
Według danych z roku 2002 gmina Zagnańsk ma obszar 124,37 km², w tym:
- użytki rolne: 34%
- użytki leśne: 59%

Gmina stanowi 5,53% powierzchni powiatu.

## Demografia

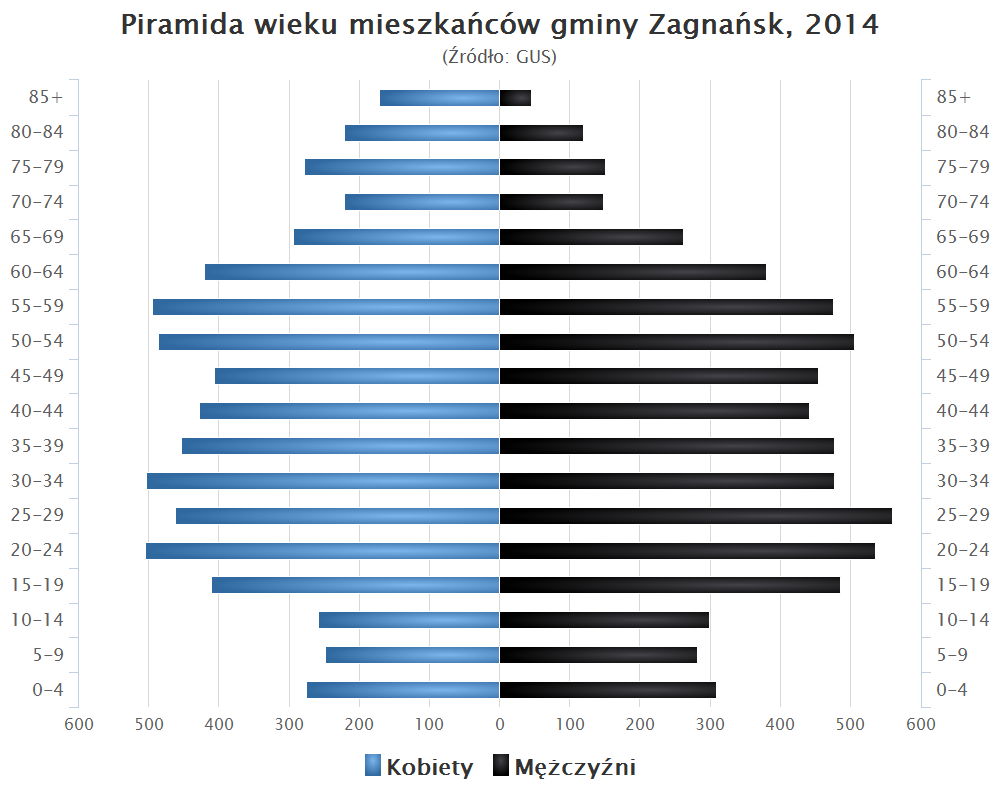
Piramida wieku mieszkańców gminy Zagnańsk w 2014 roku

Dane z 30 czerwca 2004:
| Opis                              | Ogółem | Ogółem | Kobiety | Kobiety | Mężczyźni | Mężczyźni |
| --------------------------------- | ------ | ------ | ------- | ------- | --------- | --------- |
| jednostka                         | osób   | %      | osób    | %       | osób      | %         |
| populacja                         | 12 724 | 100    | 6444    | 50,6    | 6280      | 49,4      |
| gęstość zaludnienia (mieszk./km²) | 102,3  | 102,3  | 51,8    | 51,8    | 50,5      | 50,5      |

## Wsie sołeckie
Bartków, Belno, Chrusty, Długojów, Gruszka, Janaszów, Jaworze, Kajetanów, Kaniów, Kołomań, Lekomin, Samsonów, Szałas, Tumlin (miejscowości: Tumlin-Dąbrówka, Tumlin-Osowa, Tumlin-Węgle, Tumlin-Zacisze), Umer, Zachełmie, Zagnańsk.

## Pozostałe miejscowości
Borowa Góra, Goleniawy, Jasiów, Osiedle Kaniów, Osiedle Wrzosy, Samsonów-Ciągłe, Samsonów-Dudków, Samsonów-Komorniki, Samsonów-Piechotne, Siodła, Ścięgna, Zabłocie.

## Sport
W gminie istnieją takie kluby piłkarskie jak: Skała Tumlin oraz Samson Samsonów. Do niedawna występował w klasie A Leśnik Zagnańsk, natomiast w IV lidze do sezonu 2021/22 występowała Lubrzanka Kajetanów.

## Sąsiednie gminy
Bliżyn, Łączna, Masłów, Miedziana Góra, Mniów, Stąporków